# Persone di nome Juan/Allenatori di calcio
| Questa pagina contiene informazioni ricavate automaticamente dalle voci biografiche con l'ausilio del template Bio e di un bot. L'aggiornamento è periodico e automatico e ricostruisce completamente la pagina. Se manca una persona in questa lista, sei pregato di non aggiungerla, ma accertati piuttosto che la sua voce biografica contenga il template Bio e che i dati anagrafici siano correttamente compilati. Se il template Bio manca, inseriscilo tu stesso o, in alternativa, metti l'avviso {{tmp\|Bio}} che ne segnala la mancanza. Se i dati riportati sono sbagliati, correggi direttamente la voce biografica; le modifiche saranno visibili in questa lista entro pochi giorni. Per chiarimenti vedi il progetto antroponimi. La lista contiene solo le 75 persone che sono citate nell'enciclopedia e per le quali è stato implementato correttamente il template Bio. Pagina aggiornata al 22 lug 2025. |

Questa è una lista di persone presenti nell'enciclopedia che hanno il nome Juan e sono allenatori di calcio.

## A(3)
- Juan Ahuntchaín, allenatore di calcio e ex calciatore uruguaiano (Montevideo, n. 1947)
- Juan Antonio Anquela, allenatore di calcio e ex calciatore spagnolo (Linares, n. 1957)
- Juan Manuel Azconzábal, allenatore di calcio, dirigente sportivo e ex calciatore argentino (Junín, n. 1974)

## B(5)
- Juan Barbas, allenatore di calcio e ex calciatore argentino (San Martín, n. 1959)
- Juan Carlos Bazalar, allenatore di calcio e ex calciatore peruviano (Lima, n. 1968)
- Juan José Bezares, allenatore di calcio e ex calciatore spagnolo (Guadiaro, n. 1981)
- Juan Carlos Blengio, allenatore di calcio e ex calciatore argentino (San Fernando, n. 1980)
- Juan Carlos Buzzetti, allenatore di calcio uruguaiano (Montevideo, n. 1945)

## C(6)
- Juan Carlos Cacho, allenatore di calcio e ex calciatore messicano (Città del Messico, n. 1982)
- Juan Carlos Carcedo, allenatore di calcio e ex calciatore spagnolo (Logroño, n. 1973)
- Juan Ramón Carrasco, allenatore di calcio e ex calciatore uruguaiano (Sarandí del Yí, n. 1956)
- Juani, allenatore di calcio e ex calciatore spagnolo (Las Palmas de Gran Canaria, n. 1955)
- Juan Carlos Chávez, allenatore di calcio e ex calciatore messicano (n. 1967)
- Juan de Cárcer, allenatore di calcio e calciatore spagnolo (Malaga, n. 1892 - † 1962)

## E(2)
- Juan Esnáider, allenatore di calcio e ex calciatore argentino (Mar del Plata, n. 1973)
- Quique Estebaranz, allenatore di calcio, dirigente sportivo e ex calciatore spagnolo (Madrid, n. 1965)

## F(1)
- Juan Ferrando, allenatore di calcio spagnolo (Barcellona, n. 1981)

## G(7)
- Juan Pablo Garat, allenatore di calcio e ex calciatore argentino (Avellaneda, n. 1983)
- Juan Carlos García Álvarez, allenatore di calcio e ex calciatore messicano (Città del Messico, n. 1985)
- Juan Carlos Garrido, allenatore di calcio spagnolo (Valencia, n. 1969)
- Juan Gómez González, allenatore di calcio e calciatore spagnolo (Fuengirola, n. 1954 - Calzada de Oropesa, † 1992)
- Juan Francisco Guerra, allenatore di calcio e ex calciatore venezuelano (Caracas, n. 1987)
- Juan Carlos Gómez Díaz, allenatore di calcio e ex calciatore spagnolo (Cordova, n. 1973)
- Juan Francisco García García, allenatore di calcio e ex calciatore spagnolo (Rafelbuñol, n. 1976)

## H(1)
- Juan Carlos Herrero Duo, allenatore di calcio e ex calciatore spagnolo (Gernika, n. 1961)

## L(8)
- Juan Landaida, allenatore di calcio e ex calciatore argentino (Corrientes, n. 1976)
- Juan Manuel Lillo, allenatore di calcio spagnolo (Tolosa, n. 1965)
- Juan Manuel Llop, allenatore di calcio e ex calciatore argentino (Arroyo Dulce, n. 1963)
- Juan Ramón López Caro, allenatore di calcio spagnolo (Lebrija, n. 1963)
- Juan López Fontana, allenatore di calcio uruguaiano (Montevideo, n. 1908 - Montevideo, † 1983)
- Juan Luque de Serrallonga, allenatore di calcio e calciatore spagnolo (Gerona, n. 1882 - Città del Messico, † 1967)
- Juan Ramón López Muñiz, allenatore di calcio e ex calciatore spagnolo (Gijón, n. 1968)
- Juan José López, allenatore di calcio e ex calciatore argentino (Ciudadela, n. 1950)

## M(5)
- Casuco, allenatore di calcio e ex calciatore spagnolo (Lorca, n. 1955)
- Juan Carlos Mandiá, allenatore di calcio e ex calciatore spagnolo (Alfoz, n. 1967)
- Juan Ignacio Martínez, allenatore di calcio e ex calciatore spagnolo (Alicante, n. 1964)
- Juan Merino, allenatore di calcio, dirigente sportivo e ex calciatore spagnolo (La Línea de la Concepción, n. 1970)
- Juan Carlos Morrone, allenatore di calcio e ex calciatore argentino (Buenos Aires, n. 1941)

## O(7)
- Juan Micha, allenatore di calcio e ex calciatore equatoguineano (Bata, n. 1975)
- Juan Carlos Oblitas, allenatore di calcio e ex calciatore peruviano (Mollendo, n. 1951)
- Juan Carlos Oleniak, allenatore di calcio e ex calciatore argentino (Buenos Aires, n. 1942)
- Juan Carlos Oliva, allenatore di calcio spagnolo (Mequinenza, n. 1964)
- Juan Manuel Olivera, allenatore di calcio e ex calciatore uruguaiano (Montevideo, n. 1981)
- Juan Carlos Osorio, allenatore di calcio e ex calciatore colombiano (Santa Rosa de Cabal, n. 1961)
- Juan Otxoantezana, allenatore di calcio e calciatore spagnolo (Plentzia, n. 1912 - Getxo, † 1998)

## P(5)
- Francisco Palencia, allenatore di calcio e ex calciatore messicano (Città del Messico, n. 1973)
- Juan Ramón Paredes, allenatore di calcio e ex calciatore salvadoregno (Santa Tecla, n. 1950)
- Juan Antonio Pizzi, allenatore di calcio e ex calciatore argentino (Santa Fe, n. 1968)
- Juan Carlos Plata, allenatore di calcio e ex calciatore guatemalteco (Città del Guatemala, n. 1971)
- Juan Pablo Pumpido, allenatore di calcio argentino (Santa Fe, n. 1982)

## Q(1)
- Juan Quartarone, allenatore di calcio e calciatore argentino (Avellaneda, n. 1935 - Santa Tecla, † 2015)

## R(8)
- Juan Ramón Santiago, allenatore di calcio e calciatore spagnolo (Erandio, n. 1912 - † 1999)
- Juan José Rodríguez Gutiérrez, allenatore di calcio e ex calciatore spagnolo (Candás, n. 1949)
- Juan Francisco Rodríguez Herrera, allenatore di calcio e ex calciatore spagnolo (Santa Cruz de Tenerife, n. 1965)
- Juande Ramos, allenatore di calcio e ex calciatore spagnolo (Ciudad Real, n. 1954)
- Juan Reynoso, allenatore di calcio e ex calciatore peruviano (Lima, n. 1969)
- Juan José Ribera, allenatore di calcio e ex calciatore cileno (Temuco, n. 1980)
- Juan Ramón Rocha, allenatore di calcio e ex calciatore argentino (Santo Tomé, n. 1954)
- Juan Carlos Rulli, allenatore di calcio e ex calciatore argentino (n. 1937)

## S(7)
- Juan Sabas, allenatore di calcio e ex calciatore spagnolo (Madrid, n. 1967)
- Juan Manuel Salgueiro, allenatore di calcio e ex calciatore uruguaiano (Montevideo, n. 1983)
- Juan Manuel Sara, allenatore di calcio e ex calciatore argentino (Buenos Aires, n. 1976)
- Juan Antonio Señor, allenatore di calcio e ex calciatore spagnolo (Madrid, n. 1958)
- Juan Ramón Silva, allenatore di calcio e ex calciatore uruguaiano (n. 1948)
- Juan Carlos Sánchez, allenatore di calcio e ex calciatore argentino (Formosa, n. 1956)
- Juan José Sánchez Maqueda, allenatore di calcio e ex calciatore spagnolo (Madrid, n. 1969)

## T(2)
- Juan Manuel Tartilán, allenatore di calcio e ex calciatore spagnolo (Lugo, n. 1938)
- Juan José Tramutola, allenatore di calcio argentino (La Plata, n. 1902 - Remedios de Escalada, † 1968)

## U(1)
- Juan Carlos Unzué, allenatore di calcio e ex calciatore spagnolo (Pamplona, n. 1967)

## V(5)
- Juan Carlos Valerón, allenatore di calcio e ex calciatore spagnolo (Arguineguín, n. 1975)
- Juan Velasco Damas, allenatore di calcio e ex calciatore spagnolo (Dos Hermanas, n. 1977)
- Juan Verzeri, allenatore di calcio uruguaiano (Montevideo, n. 1963)
- Juan Vizcaíno, allenatore di calcio e ex calciatore spagnolo (La Pobla de Mafumet, n. 1966)
- Juan Pablo Vojvoda, allenatore di calcio e ex calciatore argentino (General Baldissera, n. 1975)

## Á(1)
- Juan Carlos Álvarez, allenatore di calcio e ex calciatore spagnolo (San Martín del Rey Aurelio, n. 1954)